# Спілка Адеська
Спілка Адеська — колективний псевдонім гуртка упорядників і видавців виданого у Львові 1893—1898, під керівництвом М. Уманця (М. Комаря), 4-х томного «Словаря росийсько-українського».
 До гуртка Спілки Адеської належали: Т. Десятин-Лук'янів, Трохим Зіньківський, Ольга Косач (Олена Пчілка), В. Назаревський, Михайло Старицький, Кость Ухач-Охорович та ін.